# Glenea diversenotata
Glenea diversenotata é uma espécie de escaravelho da família Cerambycidae.